# Liste der Meteoriten der Schweiz
Auf dem Gebiet der Schweiz wurden bisher insgesamt elf eindeutige Meteoriten geborgen, von denen noch heute Material vorhanden ist. Bei vieren wurde vor dem Fund auch der Fall des Meteoriten beobachtet.

## Tabelle
Während es sich bei den Meteoriten, deren Fall beobachtet wurde, ausschließlich um Steinmeteorite (gewöhnliche Chondrite) handelt, sind drei der vier Funde Eisenmeteorite. Sechs der elf Schweizer Meteoriten haben eine Masse von unter 100 Gramm.
Redaktionelle Reihung nach Name alphabetisch.
| Name           | Koordinaten         | Fundort                     | Masse (Total Known Weight)                    | Klasse                      | Falldatum oder Fundjahr |
| -------------- | ------------------- | --------------------------- | --------------------------------------------- | --------------------------- | ----------------------- |
| Chasseron      | 46° 51′ N, 6° 32′ O | Kanton Waadt                | 4,87 g                                        | Pallasit (PMG)              | Fund 1959               |
| Chervettaz     | 46° 33′ N, 6° 49′ O | Palézieux, Kanton Waadt     | 705 g                                         | gewöhnlicher Chondrit (L4)  | Fall 30. November 1901  |
| Langwies       | 46° 49′ N, 9° 43′ O | Langwies, Kanton Graubünden | 16,5 g                                        | gewöhnlicher Chondrit (H6)  | Fund 1985               |
| Menziswyl      | 46° 49′ N, 7° 13′ O | Tafers, Kanton Freiburg     | 28,9 g                                        | gewöhnlicher Chondrit (L5)  | Fall Juli 1903          |
| Mont Sujet     | 47° 8′ N, 7° 9′ O   | Kanton Bern                 | 66,3 g                                        | gewöhnlicher Chondrit (H5)  | Fund 2016               |
| Mürtschenstock | 47° 4′ N, 9° 9′ O   | Kanton Glarus               | 355 g                                         | gewöhnlicher Chondrit (L6)  | Fund 2017               |
| Rafrüti        | 47° 0′ N, 7° 50′ O  | Emmental, Kanton Bern       | 18,2 kg                                       | Eisenmeteorit (ungruppiert) | Fund 1886               |
| Ste. Croix     | 46° 50′ N, 6° 30′ O | Sainte-Croix, Kanton Waadt  | 4,8 g                                         | Oktaedrit (IIIAB)           | Fund 1988               |
| Twannberg      | 47° 7′ N, 7° 11′ O  | Twann, Kanton Bern          | 20,7 kg (sechs Stück)                         | Hexaedrit/Oktaedrit (IIG)   | Fund 1984               |
| Ulmiz          | 46° 56′ N, 7° 13′ O | Murten, Kanton Freiburg     | 76,5 g                                        | gewöhnlicher Chondrit (L)   | Fall 25. Dezember 1926  |
| Utzenstorf     | 47° 7′ N, 7° 33′ O  | Utzenstorf, Kanton Bern     | 3,42 kg (drei Steine, größter wiegt 2,764 kg) | gewöhnlicher Chondrit (H5)  | Fall 16. August 1928    |